# 尼科波利斯
尼科波利斯（羅馬化：Nikópolis，直译：「胜利之城」）古罗马帝国旧伊庇鲁斯行省首府，位于今希腊大陆西部地区。该城是为纪念于公元前31年亚克兴战役的胜利，由奥古斯都于公元前29年在附近建造，后迅速成为伊庇鲁斯地区的主要城市。